# 变色白前
变色白前（学名：Cynanchum versicolor）为夹竹桃科鹅绒藤属的植物。分布于中国大陆的河南、江苏、浙江、山东、四川、吉林、辽宁、河北等地，生长于海拔100米至500米的地区，常生于花岗岩石山上的灌木丛中和溪流旁，目前尚未由人工引种栽培。
其种加词“versicolor”意为“变色的”、“颜色多样的”。
现接受名为变色白前（Vincetoxicum versicolor (Bunge) Decne., 1844）。

## 别名
白龙须、白马尾（北京）；半蔓白薇（东北药用植物原色图志）；白花牛皮消（中国药用植物图鉴）；蔓生白薇（俗称）